# Joshua Gage
Joshua Gage (* 7. August 1763 in Harwich, Barnstable County, Province of Massachusetts Bay; † 24. Januar 1831 in Augusta, Maine) war ein US-amerikanischer Politiker. Zwischen 1817 und 1819 vertrat er den Bundesstaat Massachusetts im US-Repräsentantenhaus.

## Werdegang
Joshua Gage besuchte die öffentlichen Schulen seiner Heimat und wurde danach im Handel tätig.  Im Jahr 1795 zog er nach Augusta im damaligen Maine-Bezirk des Staates Massachusetts. Politisch wurde er Mitglied der Ende der 1790er Jahre von Thomas Jefferson gegründeten Demokratisch-Republikanischen Partei. In den Jahren 1805 und 1807 war er Abgeordneter im Repräsentantenhaus von Massachusetts; in den Jahren 1813 und 1815 gehörte er dem Staatssenat an. Von 1810 bis zu seinem Tod im Jahr 1831 war er Kämmerer im Kennebec County, das bis 1820 noch zu Massachusetts gehörte und dann Teil des neuen Staates Maine wurde.
Bei den Kongresswahlen des Jahres 1816 wurde Gage im 19. Wahlbezirk von Massachusetts in das US-Repräsentantenhaus in Washington, D.C. gewählt, wo er am 4. März 1817 die Nachfolge von Samuel S. Conner antrat. Bis zum 3. März 1819 konnte er eine Legislaturperiode im Kongress absolvieren. In den Jahren 1822 und 1823 gehörte Joshua Gage dem Regierungsrat des Staates Maine an. Er starb am 24. Januar 1831 in Augusta, wo er auch beigesetzt wurde.